# Liste de romans sur la Shoah
Cet article présente une liste (non exhaustive) de romans sur la Shoah.
Les ouvrages sont cités dans l'ordre alphabétique de leurs auteurs. Deux listes très complètes de romans pour la jeunesse sont proposées dans les liens externes. Cette liste ne concerne donc que les romans qui ne sont pas spécifiquement destinés à cette tranche d'âge.

## Écriture romanesque des rescapés sur la Shoah

### A
- Hans Günther Adler, Un voyage, Christian Bourgois, 2001
- Aharon Appelfeld :
  - Le Temps des prodiges, Hakkibutz Hamouchad (Israël) 1978, Paris, Le Seuil, 2004.
  - Badenheim 39, paris, Belfond, 1986.
  - Tsili, Paris, Le Seuil, coll. "Points", 2004
  - L'Histoire d'une vie, Sipur Haim, Keter, 1999; Paris, L'Olivier, 2004 — Prix Médicis étranger 2004.
  - L'Amour, soudain, Paris, L'Olivier.
  - L'Immortel Bartfuss, Paris, Le Seuil, 2005.
  - La Chambre de Mariana, Paris, L'Olivier, 2008.
- John Auerbach, Grabowski : transformations, fuite et autres histoires, Paris, Stock, 2006.
- Édouard Axelrad :
  - L’Arche ensevelie, 1959
  - Le Jaune, Paris, J.-C. Lattès, 1988.

### B
- Jurek Becker, Jakob le menteur, Paris, Grasset, 1969.
- Louis Begley, Une éducation polonaise, Paris, Grasset, 1992.
- Joseph Bialot :
  - La Nuit du souvenir, Paris, Gallimard, coll. "Série noire", 1990.
  -  La Gare sans nom, Paris, Le Seuil, 1998.
  -  C'est en hiver que les jours rallongent, Paris, Le Seuil, 2002.
  -  La station Saint-Martin est fermée au public, Paris, Fayard, 2004.
  -  186 Marches vers les nuages, Paris, Métaillé, 2009.
- Josef Bor, Le Requiem de Terezin, 1965, Les Éditions du Sonneur, 2005.
- Rachmil Bryks, A Cat in the Ghetto : Four Novelettes, Bloch Pub. Co, 1959.

### D
- Delbo Charlotte, Le Convoi du 24 janvier, Les Éditions de Minuit, 1965 ; Auschwitz et après, I : Aucun de nous ne reviendra, Les Éditions de Minuit, 1970 ; Auschwitz et après, II : Une connaissance inutile, Les Éditions de Minuit, 1970 ; Auschwitz et après, III : Mesure de nos jours, Les Éditions de Minuit, 1971.

### F
- Lion Feuchtwanger, Le Diable en France, Paris, Belfond, 1996.
- Ida Fink :
  - Le Jardin à la dérive, Paris, Le Seuil, coll. "Points", 1991.
  - Le Voyage, Paris, Robert Laffont, 1992.

### G
- Bernard Gotfryd (pl), Anton the Dove Fancier and Other Tales of the Holocaust, Johns Hopkins University Press, 2000.
- Martin Gray, Au nom de tous les miens, Paris, Robert Laffont, 1971.
- Henryk Grynberg :
  - Child of the Shadows, London, Valentine, Mitchell, 1969.
  - Children of Zion (Jewish Lives), Northwestern University Press, 1998
  - Drohobycz, Drohobycz and Other Stories : True Tales from the Holocaust and Life After, Penguin, 2002.

### K
- Ka-Tzetnik 135633 :
  - Salamandra. Tel Aviv, Dvir, 1946.
  - Maison de filles, Dos hoyz fun di lalkes, Paris, Gallimard, 1958. Roman fondé sur le journal écrit par une jeune fille qui a péri dans les camps de la mort.
  - La Pendule au-dessus de la tête, 1961.
  - Star Eternal, New York, Arbor House, 1971.
  - Sunrise over Hell, W. H. Allen, 1977.
  - Di shvue (Le Serment), Tel-Aviv, Y.L. Perets, 1982. 15 nouvelles et 5 poèmes concernant la vie concentrationnaire à Auschwitz.
- Imre Kertész :
  - Être sans destin (Sorstalanság), Paris, 10/18, 2002.
  - Le Refus, 1988, Arles, Actes Sud, 2006.
  - Kaddish pour l'enfant qui ne naîtra pas, (1990), Arles, Actes Sud, 2003.
- Zvi Kolitz, Yossel Rakover s'adresse à Dieu, (1946), Paris, Calmann-Lévy, 1998.
- Jerzy Kosiński, L'Oiseau bariolé (The Painted Bird), (1966), Paris, Flammarion, 1966.

### L
Anna Langfus:
- Le Sel et le Soufre, Paris, Gallimard, 1960.
- Les Bagages de sable, Paris, Gallimard, 1962.
- Saute, Barbara, Paris, Gallimard, 1965.

Primo Levi :
- Si c'est un homme : récit. Julliard, 1987.
- Le Système périodique : récit. Librairie Générale Française, 1995. Primo, Levi. "Le Système périodique." Paris, Albin Michel, coll. Le livre de poche (1987).
- Lilith in Lilith et autres nouvelles. Liana Levi, 1987.
- Maintenant ou jamais  (trad. de l'italien par Roland Stragliati), Julliard, 1998.
- Le Fabricant de miroirs (publié à titre posthume). Le Fabricant de miroirs : contes et réflexions. Librairie générale française, 1990.

### M
- Arnold Mandel :
  - Les Temps incertains, Paris, Calmann-Lévy, 1950.
  - Les Vaisseaux brûlés, Paris, Calmann-Lévy, 1957.
- Molla Jean, Sobibor, Gallimard, 2003.

### N
- Adolphe Nysenholc, Bubelè, l'enfant à l'ombre, Paris, L'Harmattan, 2007.

### O
- Irene Opdyke, Mémoires d'une juste, Paris, Éditions Ramsay, 2002
- Uri Orlev, Une île, rue des oiseaux, Paris, Hachette Jeunesse, 2002. Un des rares romans d'un rescapé de la Shoah destiné aux enfants.

### P
- Jacques Presser, La Nuit des Girondins, Paris, Maurice Nadeau, 1998.
- Boris Pahor , Un pélerin parmi les ombres, traduit du slovène, Paris La Table Ronde 1990.

### R
- Piotr Rawicz, Le Sang du ciel, Paris, Gallimard, 1961.
- Leïb Rochman, Mit Blindè trit iber der erd (A pas aveugles de par le monde), roman, 1968. Traduit du yiddish pour la première fois dans une autre langue, le français, et publié avec une préface (Frère d'âme, 1979) d'Aharon Appelfeld, Paris, Denoël, 2012.
- Chava Rosenfarb, L'Arbre de vie (Der boym fun lebn; דער בוים פֿון לעבן). pour l'édition en yiddish, 1972; pour l'édition australienne, 1985; Madison, University of Wisconsin Press, 2004.
- Adolf Rudnicki, les Fenêtres d'or, (1954), Paris, Gallimard, 1966.
- Jaroslaw Marek Rymkiewicz (en), La Dernière Gare, Umschlagplatz, Paris, Robert Laffont, 1989.

### S
- André Schwarz-Bart, Le Dernier des Justes, Paris, Le Seuil, 1959.
- Anna Seghers, Transit, Paris, Le Livre de Poche, 2004.
- Manès Sperber, Qu'une larme dans l'océan, Paris, Calmann-Lévy, 1952.
- Isaïe Spiegel :
  - Lumière d'abîme, 1952.
  - Vent et Racines, 1955.
  - Les Flammes de la terre, Paris, Gallimard, 2001.
- Mordekhai Strigler (en):
  - Dans les usines de la mort, In di Fabriken fun Toit, Buenos Aries Tsentral Farband fun Poilshye yidn in Argentine, 1948.
  - Fabrique C.
  - Destins, (2 volumes).
- Władysław Szpilman, Le Pianiste, Paris, Robert Laffont, 2001.

### U
- Fred Uhlman, L'Ami retrouvé, Paris, Gallimard, 1979; éd. poche, Paris, Gallimard, 1983.

### W
- Jiri Weil :
  - Vivre avec une étoile (Život s hvězdou, 1949), Paris, Denoël, 1992 ; éd. poche, [Paris], 10-18, 1996, coll. Domaine étranger, no 2764.
  - Mendelssohn est sur le toit (Na střeše je Mendelssohn, [1960]), Paris, Denoël, 1993, coll. Empreinte ; éd. poche, Paris, 10-18, 1997, coll. Domaine étranger, no 2888.
- Elie Wiesel :
  - La Nuit, Paris, Minuit, 1958.
  - Le Jour, Paris, Le Seuil, 1961.
  - Le Chant des morts, Paris, Le Seuil, 1966.

### Y
- Zvi Yanaï, Bien à vous, Sandro, Paris, Christian Bourgois, 2008.

### Z
- Richard Zimler The Seventh Gate, Constable & Robinson, 2007.

- Daniel Zimmermann , L'Anus du monde, Paris, Le Cherche Midi, 1996.

## Autres romans sur la Shoah

### A
- Soazig Aaron, Le Non de Klara, Maurice Nadeau, 2002, Pocket, 2004
- Éliette Abécassis, L'Or et la Cendre, Le Livre de Poche, 1997
- Ilse Aichinger, Un plus grand espoir, Verdier, 2007
- Maria Angels Anglada : Le Violon d'Auschwitz, Stock, 1994
- Myriam Anissimov :
  - La Soie et les Cendres, Folio, 1991
  - Sa majeste la mort, Seuil, 1999
- Pierre Assouline,  La Cliente, Gallimard 1998, Folio, 2000
- Gabriela Avigur-Rotem, Canicule et Oiseaux fous, Actes Sud, 2006

### B
- Béatrice Bantman, La plus belle, Denoël, 2007
- Benny Barbash, My first sony, Zulma, 2008
- Giorgio Bassani, Le Jardin des Finzi-Contini, Gallimard, 1964
- Saul Bellow :
  - L'Homme de Buridan, Plon, 1954
  - La Planète de M. Sammler, Gallimard, 1970
- Robert Bober :
  - Quoi de neuf sur la guerre ?, Gallimard, 1995
  - Berg et Beck, Folio, 2001
- Philippe Boegner, Ici, on a aimé les Juifs, Jean-Claude Lattès, 1982; récit sur le sauvetage des Juifs pendant la seconde guerre mondiale par le village de Chambon sur Lignon.
- Frédéric Brun, Perla, Stock, 2008
- Berthe Burko-Falcman, L'Enfant caché, Seuil 1997

### C
- Patrick Cauvin, Venge-moi, Albin Michel, 2007. La shoah est évoquée sous forme de roman policier.
- Patrick Cauvin, Nous allions vers les beaux jours. Livre de Poche. Des adolescents dans un camp engagés pour réaliser un film de propagande SS afin de les présenter au public comme "camps de vacances".
- Philippe Claudel, Le Rapport de Brodeck, Stock, 2007.

### D
- Misha Defonseca et Vera Lee, Survivre avec les loups, Misha: À Mémoire of the Holocaust Years, Robert Laffont, 1997. Faux "témoignage" sur l'errance d'une petite fille pendant la Shoah.
- Lizzie Doron, Pourquoi n’es-tu pas venue avant la guerre ?, Héloïse d’Ormesson, 2008
- Marc Dugain, L'Insomnie des étoiles, Gallimard, 2012
- Didier Durmarque :
  - Moins que rien, Thot, 2006; pense l'identité et la question du sens après la Shoah,
  - La Liseuse, Le Rire du Serpent, 2012; évoque l'histoire du premier messie féminin qui se présente comme le résultat des génocides.

### E
- François Emmanuel, La Question humaine, Stock, 2000 (rééd. Le Livre de Poche, no 15361).

### G
- Romain Gary, La Danse de Gengis Cohn, Gallimard, 1967
- Jean-Pierre Gattégno, Avec vue sur le royaume, Actes Sud, 2007
- Élisabeth Gille, Un paysage de cendres (1996), Le Seuil
- Valentine Goby, Kinderzimmer, 2013
- Haïm Gouri, L'Affaire chocolat, Denoel, 2002
- Félix Grande, La cabellera de la Shoá, Galaxia Gutenberg, 2010
- Philippe Grimbert, Un secret, Hachette, 2007
- David Grossman, Voir ci-dessous amour, Seuil, 1991
- Amir Gutfreund, Les gens indispensables ne meurent jamais, Gallimard, 2008. Prix Sapir en Israël. Deux enfants harcèlent de questions de vieux survivants pour leur arracher, bribe après bribe, leurs souvenirs de ces années tragiques.
- Claude Gutman, La Loi du retour, Gallimard, 2015

### H
- Marek Halter, La Mémoire d'Abraham, 1983, réédition: Pocket, 2005
- Edgar Hilsenrath, Nuit, Éditions Le Tripode, 2014
- David, c'est moi  (trad. Marie-Ange Dutartre), Paris, Stock, 1986, 220 p. (ISBN 978-2-234-01905-8, OCLC 743013979)

### J
- Joseph Joffo, Un sac de billes
- Thierry Jonquet, Les Orpailleurs, Gallimard, 1993, Folio, 1998

### K
- Efrayim Kaganovski, A shtot oyf der Volge (Une ville sur la Volga), Varsovie : Yiddish Bukh, 1961. Un Juif originaire de Varsovie a perdu toute sa famille, échappé de justesse aux Allemands, réfugié, en 1941, à Stalingrad.
- R. Shoshane Kahan, In fayer un flamen (À travers l'eau et le feu), Buenos Aires : Association centrale des Juifs polonais en Argentine, 1949. Bombardement de Varsovie, occupation allemande, fuite vers l'Union soviétique, voyage sur un bateau japonais.
- Michèle Kahn, Shanghaï-la-Juive, Flammarion, 1997. Ed. Le Passage, 2015.
- Yoram Kaniuk :
  - Le Dernier Berlinois, Fayard, 2003
  - Adam ressuscité, Stock, 2008
- Serge Koster : L'Homme suivi, Flammarion 1992
- Anatoli Kouznetsov, Babi Yar
- Nicole Krauss, L'Histoire de l'amour, Folio no 4699, 2008

### L
- Hartmut Lange, Le Récital, Fayard, 1988
- Savyon Liebrecht (en), Un toit pour la nuit, nouvelles, Buchet Chastel, 2008
- Jonathan Littell, Les Bienveillantes, Gallimard, 2006
- Déborah Lévy-Bertherat : 
  - Les Voyages de Daniel Ascher, Rivages, 2013
  - Sur la terre des vivants, Rivages, 2023

### M
- Eric Mailharrancin, Des barbelés français, éditions Elkar, 2013, roman sur la déportation des Juifs détenus au camp de Gurs.
- Bernard Malamud :
  - The Magic Barrel: Stories (particulièrement la nouvelle The Lady of the Lake), Farrar Straus Giroux, 1958, réédition: 2003
  - La Grâce de Dieu, Flammarion, 1982
- Daniel Mendelsohn, Les Disparus,  Flammarion, 2007
- Patrick Modiano :
  - La Place de l'Étoile, Gallimard 1968, Folio 1995 (nouvelle édition revue et corrigée par l'auteur)
  - Les Boulevards de ceinture, Gallimard 1972
  - Livret de famille, Gallimard 1976
  - Dora Bruder, Gallimard, 1995, Folio 1997
  - Des inconnues, Gallimard, 1998
- Harry Mulisch
  - L'Attentat
- Antonio Muñoz Molina, Séfarade, Le Seuil, 2003, Points 2005

### O
- Sarah Oling, Je n'irai plus à Cracovie murmurer ton nom, Aléa, 2005
- Esther Orner, Autobiographie de Personne, Ed. Metropolis, 1999.
- Chantal Osterreicher, L'Insouciance d'Adèle, Ed. Dorval, 2006. Traite de la troisième génération après la Shoah.
- Cynthia Ozick:
  - Le Messie de Stockholm, Seuil, 2005
  - Le Châle, 1991, Seuil, 2005

### P
- Georges Perec :
  - La Disparition, Denoël, 1969
  - W ou le Souvenir d'enfance, Denoël, 1975

### R
- Henri Raczymow :
  - Contes d’exil et d’oubli, Gallimard, 1979
  - Un cri sans voix, Gallimard, 1985
  - Dix Jours "polonais", Gallimard, 2007
  - Heinz, Gallimard, 2012
- Patrick Raynal :
  - Lettre à ma grand-mère, Flammarion, 2008, récit autobiographique de l'auteur incluant un récit substantiel de sa grand-mère, Marie Pfister, résistante déportée à Ravensbrück.
- Pascal Rannou : Noire, la neige, Parenthèses, Marseille, 2009. Fiction inspirée de la vie de Valaida Snow, trompettiste et chanteuse de jazz qui prétendit avoir été déportée dans un camp de concentration, ce qui entretint sa légende mais qui, bien plus tard, se révéla faux (cf. High hat, trumpet and rhythm, de Mark Miller, biographie, Mercury Press, 2007).
- Tatiana de Rosnay, Elle s'appelait Sarah, Éditions Heloïse d'Ormesson, 2007.
- Philip Roth :
  - Goodbye, Columbus, Gallimard, 1959. Dans ce recueil de six nouvelles, il faut retenir surtout Eli le fanatique[1]: les habitants d'une petite ville veulent empêcher les rescapés du nazisme de monter une école.
  - L'Écrivain des ombres (The Ghost Writer), Gallimard, 1979
  - Opération Shylock, Gallimard, 1982, Folio, 1997
  - Le Complot contre l'Amérique, Gallimard, 2006, Folio, 2008
- Jo Rouxinol, Le Temps des étoiles, Adamastor, 2016
- Pascale Roze, Itsik, Stock, 2008, Folio, 2009

### S
- Laurent Sagalovitsch, Le Temps des orphelins, Buchet/Chastel, 2017
- Lydie Salvayre, La Compagnie des spectres. Seuil, 1997
- Boualem Sansal, Le Village de l'Allemand ou le Journal des frères Schiller, Gallimard, 2008
- Yishai Sarid, Le Monstre de la mémoire, Actes Sud, 2020
- Bernhard Schlink, Le Liseur (Der Vorleser), Gallimard, 1996
- Steve Sem-Sandberg, Les Dépossédés, 2009
- William Styron, Le Choix de Sophie
- Simon Smadja, Vies de Juifs, Israeli Center for Libraries, 2019

### T
- Kressmann Taylor, Inconnu à cette adresse, 1938, Le livre de poche, 2007 ; Ce livre édité aux États-Unis avant le début de la Shoah a comme objectif d'alerter le public américain sur les persécutions dont sont victimes les Juifs en Allemagne depuis l'arrivée des nazis au pouvoir.
  - Jours sans retour, Autrement, 2002

### W
- Angel Wagenstein, Le Pentateuque, 2004
- Gérard Wajcman, L’Interdit, Denoël, 1986
- Edward Lewis Wallant, Le Prêteur sur gages, The Pawnbroker, J-C Lattes 1983
- Guy Walter (en), Un Jour en moins, Verdier, 1994

## Romans racontant la Shoah du point de vue des bourreaux

### A
- Martin Amis, La flèche du temps, 10-18, 1998; roman sur un médecin allemand à Auschwitz

### B
- Jorge Borges, L'Aleph, Paris, Gallimard, coll. « L'Imaginaire » (no 13), 1993, 218 p. (ISBN 978-2-07-02-9666-8, OCLC 896677726), « Deutsches Requiem ». Dans ce texte, le narrateur est le sous-directeur d'un camp de concentration. Cette nouvelle fut publiée pour la première fois en février 1946, dans la revue Sur.

### H
- Edgar Hilsenrath, Le Nazi et le Barbier, Éditions Attila, 2010

### L
- Jonathan Littell, Les Bienveillantes, Gallimard, 2006

### M
- Robert Merle, La mort est mon métier, Gallimard, 1952 coll. Folio.  (ISBN 2-07-036789-4)

### T
- Anne Talvaz, Ce que nous sommes, L'Act Mem, 2009